# Roestbrauwboomgors
De roestbrauwboomgors (Microspingus erythrophrys synoniem: Poospiza erythrophrys) is een zangvogel uit de familie Thraupidae (tangaren).

## Verspreiding en leefgebied
Deze soort telt 2 ondersoorten:
- M. e. cochabambae: centraal en zuidelijk Bolivia.
- M. e. erythrophrys: uiterst zuidelijk Bolivia en noordwestelijk Argentinië.